# Casteldelci

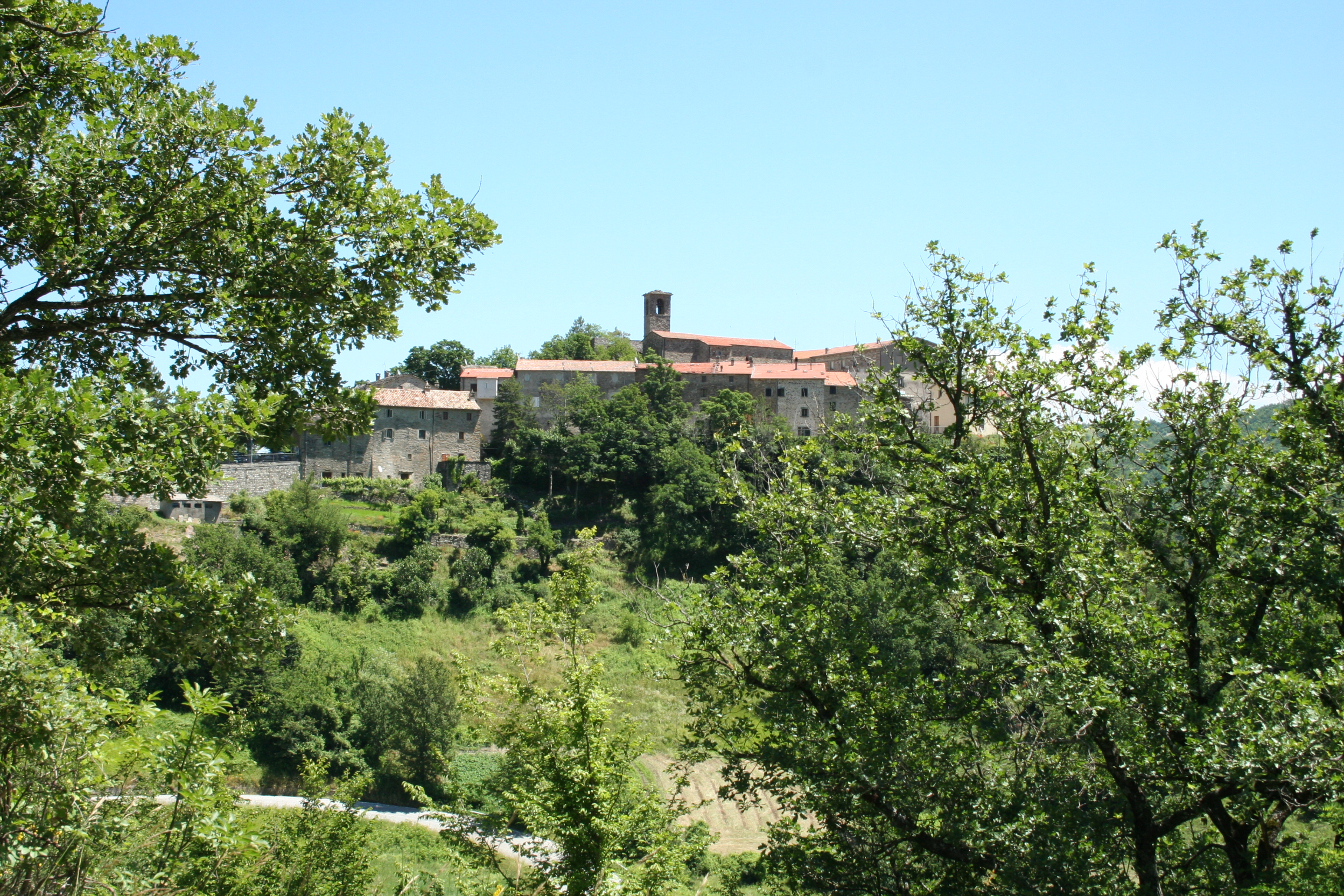
Casteldelci

Casteldelci is een gemeente in de Italiaanse provincie Rimini (regio Emilia-Romagna) en telt 454 inwoners (01/01/2011). De oppervlakte bedraagt 49,21 km², de bevolkingsdichtheid is 9 inwoners per km².

## Demografie
Casteldelci telde ongeveer 213 huishoudens. Het aantal inwoners daalde in de periode 1991-2001 met 12,6% volgens cijfers uit de tienjaarlijkse volkstellingen van ISTAT.
| Jaar | Inwoneraantal |
| ---- | ------------- |
| 1991 | 585           |
| 2001 | 511           |

## Geografie
Casteldelci grenst aan de volgende gemeenten: Badia Tedalda (AR), Pennabilli, Sant'Agata Feltria, Sestino (AR), Verghereto (FC).
Acqualagna · Apecchio · Auditore · Barchi · Belforte all'Isauro · Borgo Pace · Cagli · Cantiano · Carpegna · Cartoceto · Casteldelci · Colbordolo · Fano · Fermignano · Fossombrone · Fratte Rosa · Frontino · Frontone · Gabicce Mare · Gradara · Isola del Piano · Lunano · Macerata Feltria · Maiolo · Mercatello sul Metauro · Mercatino Conca · Mombaroccio · Mondavio · Mondolfo · Monte Cerignone · Monte Grimano · Monte Porzio · Montecalvo in Foglia · Monteciccardo · Montecopiolo · Montefelcino · Montelabbate · Montemaggiore al Metauro · Novafeltria · Orciano di Pesaro · Peglio · Pennabilli · Pergola · Pesaro · Petriano · Piagge · Piandimeleto · Pietrarubbia · Piobbico · Saltara · San Costanzo · San Giorgio di Pesaro · San Leo · San Lorenzo in Campo · Sant'Agata Feltria · Sant'Angelo in Lizzola · Sant'Angelo in Vado · Sant'Ippolito · Sassocorvaro · Sassofeltrio · Serra Sant'Abbondio · Serrungarina · Talamello · Tavoleto · Tavullia · Urbania · Urbino
- Library of Congress Control Number: no2003129756
- Nationale Bibliotheek van Israël: 987007498894205171
- Virtual International Authority File: 137554477

1. ↑  https://demo.istat.it/?l=it.